# 烏延
烏延（？—207年），東漢末年右北平郡乌桓（烏丸）族的酋長。

## 生平
汉灵帝初年，为右北平郡乌桓大人、拥众八百余帐落，自称汗鲁王（又作汗卢维）勇健有谋略。中平四年（187年），在东汉叛将张纯诱使下，与辽两乌机大人丘力居等，攻略蓟中。次年，侵扰青州、徐州、幽州、冀州四州，中平六年（189年），幽州牧刘焉使至乌桓。告以利害，购斩张纯，于是罢兵而归。
东汉末年，与辽西郡乌桓大人丘力居、上谷郡乌桓大人難樓、辽东属国乌桓大人蘇僕延并称雄於幽州、并州之北。汉献帝初平年间，丘力居去世後，丘力居的從子蹋頓有才局，右北平、辽东属国、上谷三郡都以蹋頓为主导。他们在汉末群雄争霸中，依靠袁绍。建安四年（199年），与蹋頓等跟随袁绍击败公孙瓒，被袁绍以献帝名义封为单于。
袁紹的儿子袁熙、袁尚被曹操击敗，投靠乌桓。建安十二年（207年），曹操親征烏桓于柳城，斩杀蹋頓。烏延和袁熙、袁尚、蘇僕延、丘力居的儿子樓班都投靠了辽东郡太守公孙康，然而公孙康将他们全部杀死，首级献给曹操。